# Mohammed Abderrazak
Mohammed Abderrazak (in arabo محمد عبد الرزاق‎?; Sète, 25 marzo 1925 – ...) è stato un calciatore e allenatore di calcio marocchino, di ruolo centrocampista.

## Palmarès
- Campionato francese: 1

Nizza: 1955-1956
- Campionato francese di seconda divisione: 1

Alès: 1956-1957